# زلزال كشمير 2005
حدث زلزال كشمير سنة 2005 في الساعة 08:50:39 بتوقيت باكستان في 8 أكتوبر 2005 في إقليم آزاد كشمير شمال باكستان. وصلت حدة الزلزال لـ7.8 درجات على مقياس ريختر. وصل تأثير الزلزال لباكستان وأفغانستان والهند.